# 拐賣婦女
拐賣婦女或拐賣女人，是一種非法的人口販賣行為，通過非法的拐賣手段，以欺騙、誘捕、非法下麻醉藥、非法下安眠藥、暴力、恐嚇、禁錮等方式，把受害的女人，拐到人口市場作人口販賣。被拐賣的婦女，一般會被強迫賣淫，或被迫與陌生男子結婚及生兒育女。

## 著名案例
- 徐州八孩母親事件
- 如家和颐袭击事件
- 榆林鐵籠女事件
- 郜艷敏事件

## 相關寫實電影
- 盲山
- 嫁給大山的女人